# Мужская сборная Британских Виргинских Островов по софтболу
Мужская национальная сборная Британских Виргинских Островов по софтболу — представляет Британские Виргинские Острова на международных софтбольных соревнованиях. Управляющей организацией выступает Ассоциация софтбола Британских Виргинских Островов (англ. British Virgin Islands Softball Association).

## Результаты выступлений

### Чемпионаты мира
| Год        | Победы         | Поражения      | Место          |
| ---------- | -------------- | -------------- | -------------- |
| 1966—1984  | не участвовали | не участвовали | не участвовали |
| 1988       | 2              | 11             | 12             |
| 1992—н. в. | не участвовали | не участвовали | не участвовали |

### Панамериканские игры
| Год        | Победы         | Поражения      | Место          |
| ---------- | -------------- | -------------- | -------------- |
| 1979—1983  | не участвовали | не участвовали | не участвовали |
| 1987       | 6              | 4              | 4              |
| 1991—н. в. | не участвовали | не участвовали | не участвовали |

### Игры Центральной Америки и Карибского бассейна
| Год        | Победы         | Поражения      | Место          |
| ---------- | -------------- | -------------- | -------------- |
| 1974—1993  |                |                | ??             |
| 1998       | 2              | 6              | 7              |
| 2002—н. в. | не участвовали | не участвовали | не участвовали |